# Tannenhof (Lindlar)
Die Hofschaft Tannenhof ist ein Ortsteil der Gemeinde Lindlar, Oberbergischen Kreis im Regierungsbezirk Köln in Nordrhein-Westfalen (Deutschland). 

## Lage und Beschreibung
Tannenhof liegt südlich des Lindlarer Hauptortes nahe an der Stadtgrenze zu Engelskirchen. Die Hofschaft ist über eine Verbindungsstraße erreichbar, die bei Unterheiligenhoven von der Landstraße L299 abzweigt, einen Bogen nach Voßbruch schlägt und auch Wiedfeld, Dutztal, Holz, Eibachhof und den Segelflugplatz Lindlar anbindet.

## Geschichte
Der Hof entstand 1928 bei Rodungsarbeiten (siehe: Heiligenhoven). Sein Name lehnt sich an eine alte Flurbezeichnung an.

## Freizeit
Westlich Tannenhofs befindet sich der Lindlarer Segelflugplatz und ein Campingplatz.